# Естрешир
Естрешир (фр. Estréchure) насеље је и општина у јужној Француској у региону Лангдок-Русијон, у департману Гар која припада префектури Виган.
По подацима из 2011. године у општини је живело 179 становника, а густина насељености је износила 9,26 становника/km². Општина се простире на површини од 19,34 km². Налази се на средњој надморској висини од 302 метара (максималној 1.166 m, а минималној 271 m).

## Демографија
| 1962. | 1968. | 1975. | 1982. | 1990. | 1999. | 2011. |
| ----- | ----- | ----- | ----- | ----- | ----- | ----- |
| 124   | 176   | 158   | 150   | 140   | 143   | 179   |

График промене броја становника у току последњих година